# Theorie des kommunikativen Handelns
Die  Theorie des kommunikativen Handelns  (abgekürzt als TkH, TKH, TCA und TdkH), das Hauptwerk von Jürgen Habermas, thematisiert die praktische und theoriekritische Bedeutung des kommunikativen Handelns für das soziale Leben der (post-)modernen Gesellschaft.

## Inhalt

### Übersicht
Das 1981 erstmals veröffentlichte Werk setzt zunächst bei mythischen Weltbildern an, problematisiert das Sinnverstehen und untersucht im Anschluss an Max Weber Formen der Rationalisierung. Es enthält mit starken Bezügen auf Talcott Parsons und Niklas Luhmann eine geltungskritische Interpretation moderner Kommunikationstheorie, legt mit mehrfachen Bezügen auf Immanuel Kant, Georg Wilhelm Friedrich Hegel und Ludwig Wittgenstein die begründende Funktion der kommunikativen Vernunft dar und vertritt damit eine These zur theoretischen Lösung nicht nur von Wahrheits- und Wahrhaftigkeitsfragen, sondern auch von normativen Gerechtigkeitsfragen. Aufgrund seiner Bindung an die Kritische Theorie wird auch die marxistische Tradition auf ihren Beitrag reflektiert, insbesondere die Wertlehre, Kritik der instrumentellen Vernunft und Begriffe wie Verdinglichung und Abstraktion. Das Buch gilt seit den achtziger Jahren sowohl in der Presse als auch in der Breite der Fachliteratur als Habermas’ „Hauptwerk“.
Es besteht aus zwei Bänden:
Band I
Handlungsrationalität und gesellschaftliche Rationalisierung
I. Einleitung: Zugänge zur Rationalitätsproblematik
II. Max Webers Theorie der Rationalisierung
III. Erste Zwischenbetrachtung: Soziales Handeln, Zwecktätigkeit und Kommunikation
IV. Von Lukács zu Adorno: Rationalisierung als Verdinglichung
Band II
Zur Kritik der funktionalistischen Vernunft
V. Der Paradigmenwechsel bei Mead und Durkheim: Von der Zwecktätigkeit zum kommunikativen Handeln
VI. Zweite Zwischenbetrachtung: System und Lebenswelt
VII. Talcott Parsons: Konstruktionsprobleme der Gesellschaftstheorie
VIII. Schlußbetrachtung: Von Parsons über Weber und Marx.

### Begriffe
Kommunikatives Handeln
Der Titel des Werkes gibt einen operativen und betont sprachlichen Grundbegriff vor.

„Der Grundbegriff des kommunikativen Handelns erschließt den Zugang zu drei Themenkomplexen, die miteinander verschränkt sind: zum Begriff der kommunikativen Rationalität, zu einem zweistufigen, die Paradigmen von Handlung und System verknüpfenden Gesellschaftskonzept und zu einem theoretischen Ansatz, der die Paradoxien der Moderne mit Hilfe einer Unterordnung der kommunikativ strukturierten Lebenswelt unter die imperativen verselbständigten, formal organisierten Handlungssysteme erklärt.“

Moderne Gesellschaft
Kommunikatives Handeln ist für Habermas grundlegend für die materielle und kulturell-symbolische Reproduktion aller Gesellschaften, die als System und als Lebenswelt zu begreifen seien. In der Moderne würden sich die Handlungssysteme über verschiedene Lebenswelten ausdifferenzieren. Nicht zu vermeiden seien dabei „Pathologien der Lebenswelt“ (II, S. 566), die etwa in der Ökonomie und Bürokratie durch die kommunikative Rationalität koordiniert und behandelt würden.
Dieser Gesamtentwurf einer Gesellschaftstheorie, zu dem Niklas Luhmann drei Jahre später mit Soziale Systeme (1984) einen ebenfalls kommunikationsorientierten Gegenentwurf schuf, reiht sich ein in die großen, modernen und in der Theorie des kommunikativen Handelns behandelten Gesamtentwürfe zur systematischen Erfassung (post-)moderner Gesellschaft.

### Theoriekern
Nach Habermas ist „kommunikatives Handeln“ eine Handlungsart, um Handlungen zwischen Gesprächspartnern koordinieren zu können. Seiner Auffassung nach liegen die normativen Grundlagen der Gesellschaft in der Sprache, die als zwischenmenschliches Verständigungsmittel soziale Interaktion erst ermöglicht. Durch Kommunikation versuchen Handelnde sich verständigungsorientiert aufeinander zu beziehen, indem sprach- und handlungsfähige Personen ihre Handlungen aufeinander abstimmen. Die in der Sprache angenommene kommunikative Rationalität bildet die Grundlage sozialen Handelns.
Verständigung sei nach Habermas aber erst dann erreicht, wenn jeder Hörer allen Geltungsansprüchen einer Aussage zustimmen könne. Widrigenfalls müssten die Geltungsansprüche anschließend im Diskurs geklärt werden. Nach Habermas gibt es vier zu erfüllende Geltungsansprüche, die je vier Handlungsarten betreffen. Beim Einwirken auf das Gegenüber ist die Ebene des zweckrationalen Handelns betroffen.
- Gefordert wird der Geltungsanspruch der objektiven Wahrheit, denn Bezugspunkt ist die „objektive Welt“ (Zeugwelt mit ihren Gesetzmäßigkeiten). Der behauptete Sachverhalt muss stimmen.
- Normenreguliertes Handeln wiederum bezieht sich auf die Welt der menschlichen Gemeinschaft, in der die kulturellen Werte überliefert werden, die soziale Welt (Solidarwelt). Für diesbezügliche Aussagen ist der Geltungsanspruch normativer Richtigkeit zu erfüllen. Gesagtes muss sich mit anerkannten Werten und Normen im Einklang befinden.
- Der Geltungsanspruch der Wahrhaftigkeit ist subjektiver Natur, eingebettet in das dramaturgische Handeln der Selbstinszenierung. Verlangt wird, dass der jeweilige Sprecher ehrlich ist.
- Das kommunikative Handeln dient der Verständlichkeit. Die Bedeutung einer Aussage muss von allen Gesprächspartnern verstanden werden.

Habermas leitet die Geltungsansprüche aus seiner Universalpragmatik her. Ergebnisse herrschaftsfreier Kommunikation, die ausschließlich unter Berufung auf diese Geltungsansprüche zustande kommen, sind nach Habermas optimal rational. Für Habermas korrespondieren und überschneiden sich diese vier Geltungsansprüche mit dem Begriff der intersubjektiven Wahrheit. Intersubjektive Wahrheit bedeutet jedoch, dass jeder theoretisch mögliche Diskursteilnehmer der Aussage (Proposition) zustimmen könnte. Der optimale Diskurs spiegle sich in der idealen Sprechaktsituation wider. Ideal wäre die Sprechaktsituation dann, wenn es keine Verzerrung der Kommunikation gibt, das heißt:
1. gleiche Chancen auf Dialoginitiation und -beteiligung,
2. gleiche Chancen der Deutungs- und Argumentationsqualität,
3. Herrschaftsfreiheit, sowie
4. keine Täuschung der Sprechintentionen.

Vereinfacht lässt sich sagen: Eine Aussage korrespondiert mit kommunikativem Handeln, wenn sie verständlich, wahr, wahrhaftig und richtig ist. Verbleiben Zweifel, so ist die Aussage im Diskurs zu klären.
Diese transzendental pragmatischen Bedingungen ermöglichen Verständigung und einen vernünftigen Diskurs. Habermas weiß, dass es die ideale Sprechaktsituation in der Realität nicht gibt. Jedoch vertritt er, dass wir diese Idealisierung vor jedem Diskurs zumindest implizit vornehmen müssen. Nur so kann es zu dem „eigentümlich zwanglosen Zwang des besseren Argumentes“ kommen. Aus dieser kommunikativen Vernunft und Organisation von Handlungen heraus ergibt sich dann kommunikatives Handeln.
Habermas antwortet mit diesem Ansatz auf seine beiden Vorgänger Adorno und Max Horkheimer. Auch er bietet eine Theorie mit dem Anspruch der Kritischen Theorie zur Begründung von Normativität, aber sie soll deren pessimistischen Schluss widerlegen, nach dem der Mensch unter Nutzung seiner Vernunft es nicht geschafft habe, eine menschenwürdige Welt aufzubauen, weswegen die Vernunft ein stumpfes Schwert sei. Zwar ist nach Habermas der einzelne Mensch nicht von sich aus zur Vernunft begabt (vgl. Subjektivitätsphilosophie und Bewusstseinsphilosophie), aber als mögliche Quelle der Vernunft sieht er stattdessen die Kommunikation zwischen Menschen, insbesondere die in der Form der Sprache (vgl. Intersubjektivitätsphilosophie). Die Kommunikation funktioniere jedoch nur dann, wenn sie ihre Prozesse vernunftorientiert organisiert. Dies wiederum bedeute, dass die Teilnehmer des Sprechaktes darauf verzichten müssen, Wirkungen im Sinne perlokutiver Sprechakte erzielen zu wollen, solange das, was sie kommunizieren, auch begründbar und kritisierbar bleiben soll.
Habermas analysiert die grundlegende Verständigung einer Gesellschaft weiter mit den sozialpsychologischen Kategorien von G. H. Mead (Sozialbehaviorismus), in denen er eine sprachliche Grundlegung erkennt (von der Gebärdensprache zur symbolischen Interaktion), und in Hinsicht auf die Leistung einer integrativen Religion und Wertorientierung (Autorität des Heiligen) nach Émile Durkheim. Religion und Weltbilder werden über ein Kollektivbewusstsein vermittelt, erst in der Moderne kann das Individuum dazu Nein sagen, die Gesellschaft benötige aber trotzdem eine verbindliche Moral. Die Weitergabe von verpflichtenden Normen muss anders geschehen. Dabei verwandle sich die religiöse Glaubensgemeinschaft zu einer „unter Kooperationszwängen stehenden Kommunikationsgemeinschaft“ (II, S. 139), es geschehe eine „Versprachlichung des Sakralen“.
Mit der fortschreitenden Rationalisierung gehe eine „Kolonialisierung der Lebenswelt“ (II, S. 522) einher, die wie ein Kolonialherr in die Stammesgesellschaft eindringe. Habermas unterscheidet die kommunikativ strukturierte „Lebenswelt“ des Individuums und seiner kleinen sozialen Netzwerke vom „System“, den bürokratischen Apparaten von Staat und Wirtschaft, für die instrumentelles und strategisches Handeln („funktionelle Rationalität“) stets vorrangig sei. Das System dringe über die Versorgungsangebote (Konsumgesellschaft), die das System den Individuen mache, über bürokratische Sachzwänge und über Prozesse der Verrechtlichung immer stärker in die Lebenswelt ein, den Individuen blieben nur die Rollen von Konsumenten und Klienten staatlicher und anderer Leistungen.

### Aufgaben einer kritischen Gesellschaftstheorie
Habermas gibt im letzten Kapitel des II. Bandes (S. 548 ff.) auf der Grundlage seiner Theorie zentrale Aufgaben einer gegenwärtigen kritischen „Theorie der kapitalistischen Modernisierung“ an: Sie kritisiert die gesellschaftliche Realität in Hinsicht auf nicht ausgeschöpfte verfügbare Lernpotentiale und auf eine ungesteuerte Komplexitätssteigerung mit zerstörerischem Potential. Sie kritisiert zugleich sozialwissenschaftliche Ansätze, die komplexe Gesellschaftssysteme nur unter einem reduzierten Abstraktionsaspekt ohne Blick auf die geschichtliche Konstitution des Gegenstandsbereiches untersuchen. Habermas nennt dazu drei relevante aktuelle Forschungsrichtungen: die Gesellschaftsgeschichte auf der Grundlage einer strukturellen Differenzierung, die Systemwissenschaften in der Ökonomie und Verwaltungswissenschaft als Systemtheorie der Gesellschaft (Niklas Luhmann) sowie die Theorie des Alltagslebens als anthropologische Feldforschung mit Interesse an der Leidensgeschichte derer, die den Preis für die moderne Gesellschaft zahlen mussten (Zerfall von Tradition und Lebensformen). Damit schließt sich Habermas an die ältere Kritische Theorie und deren Historischen Materialismus an, verzichtet aber auf den teleologischen (d. h. marxistischen) „geschichtsphilosophischen Ballast“ (S. 562). Die relevanten Phänomene moderner postliberaler Gesellschaften sind a) ihre wirtschaftlichen und allgemeinen Steuerungskrisen, die Raubbau an Kultur und menschlicher Persönlichkeit nach sich ziehen, b) der Strukturwandel der Familie und die Veränderung der Adoleszenz (psychische Krisen), c) die Massenmedien und Massenkultur mit einem ambivalenten autoritären und zugleich einem emanzipatorischen Potenzial, schließlich d) die Protestpotenziale über Verteilungsprobleme älterer Art hinaus, besonders der Einsatz für alternative Lebensformen und gegen eine systemaffine „Kolonialisierung der Lebenswelt“ (S. 579). Konkret seien dies „grüne“ Probleme (Zivilisationsschäden), Probleme der Überkomplexität (unkontrollierbare Größen wie Atommüll, Genmanipulation, umfassende Datenspeicherung), Überlastungen der kommunikativen Infrastruktur (Reaktion ausgedrückt in „Psychobewegung“, religiösem Fundamentalismus, Alternativ-Projekten mit subkulturell abgeschirmten Gemeinschaften).

## Wirkung

### Kritik
Diverse Kritiker werfen der Theorie des kommunikativen Handelns vor, dass sie von falschen Grundannahmen ausgehe, dass sie kommunikationstheoretisch unzureichend sei und dass sie sich in der Praxis nicht umsetzen lasse. Die erste nachhaltige Kritik, die auch gleichzeitig die Stärken der Theorie des kommunikativen Handelns artikuliert, erfolgte durch Herbert Schnädelbach (1982). Mehrere Fachleute nehmen auf dessen „critique advanced“ Bezug: Zwar bleibe man auf die gerade durch die Theorie des kommunikativen Handelns aufgezeigte kommunikative Rationalität verwiesen, aber die Vorüberzeugungen derjenigen, die Gründe beschreiben und bewerten, würden einen intern ableitbaren Zusammenhang verhindern, so dass auch für argumentativ im Konsens gefundene Antworten auf „praktische Fragen“ ein „nie ganz objektivierbares Apriori“ verbleibe.
Niklas Luhmann hingegen sieht sowohl die Rationalität als auch die menschlichen Handlungen als nicht geeignet, die entscheidenden Prozesse der Gesellschaft zu erfassen. Ohne dabei das Kommunikationsparadigma in Frage zu stellen, ist Luhmann und Schnädelbach gemein, dass ihre Kritik Habermas' Anliegen der normativen Begründbarkeit relativiert. Weitere Protagonisten mit weiteren Relativierungen waren Hans Albert, Karl-Otto Apel und Jean-François Lyotard.

### Rezeption
Das Werk wurde unter anderem im Rahmen des Kyoto-Preises und des Holberg-Preises, die Jürgen Habermas entgegennahm, geehrt. Es beeinflusste theoretische Diskussionen weltweit. Es ist in zahlreichen Sprachen übersetzt, kommentiert und kritisiert.

### Weiterentwicklung
Zu einflussreichen Veränderungen und Weiterentwicklungen von Habermas’ Hauptwerk zählen unter anderem seine Werke Moralbewußtsein und kommunikatives Handeln (1983), Faktizität und Geltung. Beiträge zur Diskurstheorie des Rechts und des demokratischen Rechtsstaats (1992) und Kommunikatives Handeln und detranszendentalisierte Vernunft (2001). 

### Schriften von Jürgen Habermas
Werk
- Theorie des kommunikativen Handelns. (Bd. 1: Handlungsrationalität und gesellschaftliche Rationalisierung, Bd. 2: Zur Kritik der funktionalistischen Vernunft), Frankfurt am Main 1981, ISBN 3-518-28775-3.

Weiterentwicklung
- Moralbewußtsein und kommunikatives Handeln. Frankfurt am Main 1983, ISBN 978-3-518-28022-5.
- Vorstudien und Ergänzungen zur Theorie des Kommunikativen Handelns. Frankfurt am Main 1984, ISBN 978-3-518-28776-7.
- Faktizität und Geltung. Beiträge zur Diskurstheorie des Rechts und des demokratischen Rechtsstaats. Frankfurt am Main 1992, ISBN 3-518-28961-6.
- Wahrheit und Rechtfertigung. Philosophische Aufsätze. Frankfurt am Main 1999, ISBN 978-3-518-29323-2.
- Kommunikatives Handeln und detranszendentalisierte Vernunft. Stuttgart 2001, ISBN 3-15-018164-X.